# Morro da Igreja
Morro da Igreja är ett berg i Brasilien.   Det ligger i kommunen Bom Jardim da Serra och delstaten Santa Catarina, i den södra delen av landet, 1 400 km söder om huvudstaden Brasília. Toppen på Morro da Igreja är 1 822 meter över havet.
Terrängen runt Morro da Igreja är kuperad åt nordväst, men åt sydost är den bergig. Morro da Igreja är den högsta punkten i trakten. Runt Morro da Igreja är det ganska glesbefolkat, med 25 invånare per kvadratkilometer.. Det finns inga samhällen i närheten.
I omgivningarna runt Morro da Igreja växer i huvudsak städsegrön lövskog.